# Breslauische Mundart

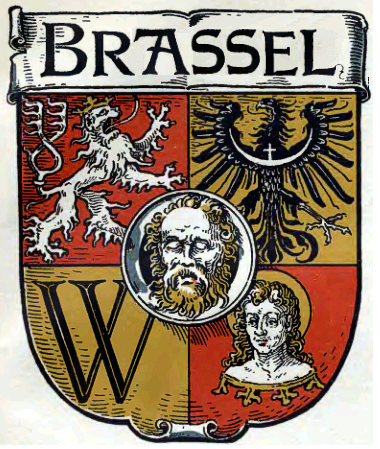
Brassel – Breslau

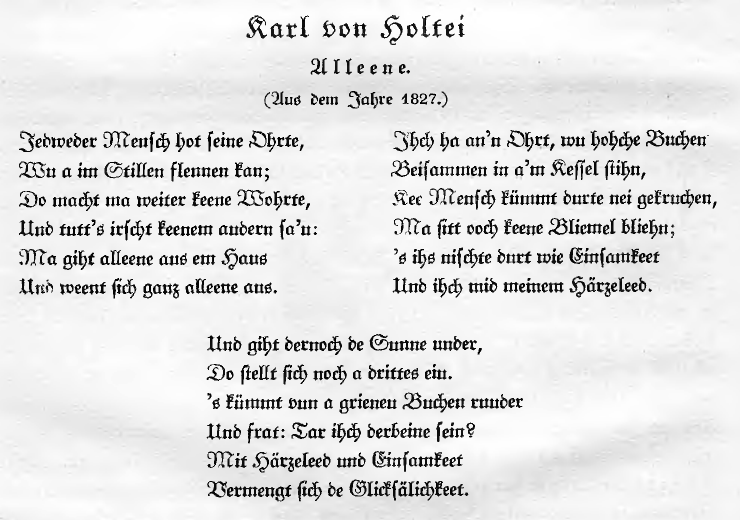
„Alleene“ – Gedicht in Breslauischer Mundart

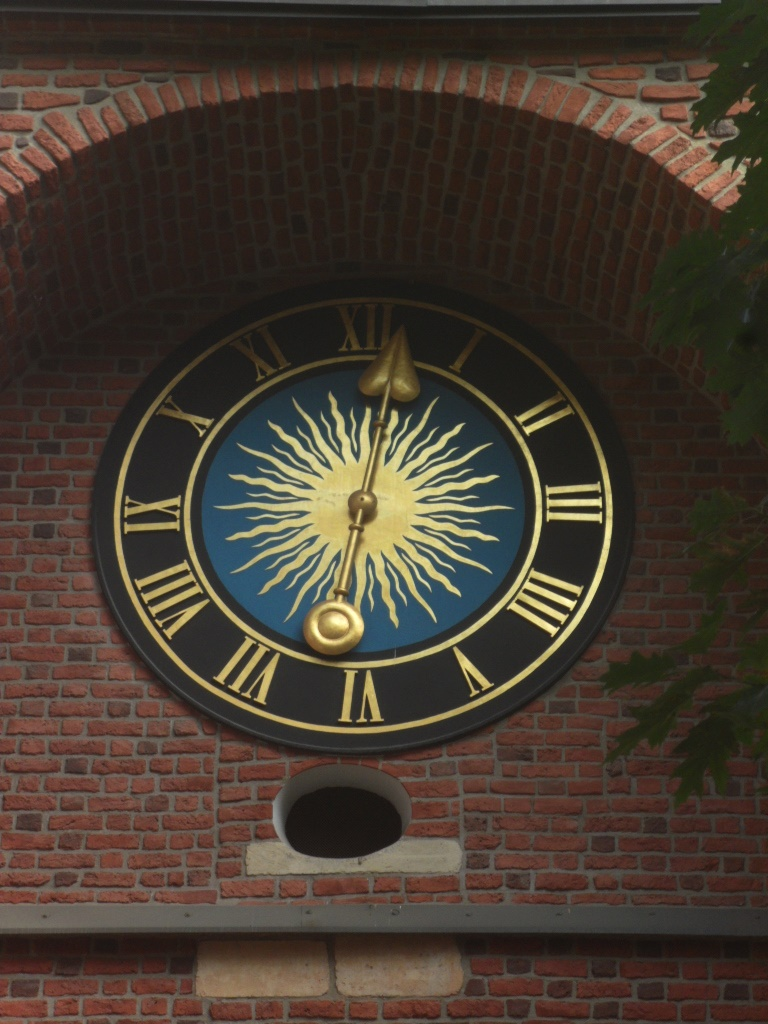
Kließelseeger heißt in Breslau die Uhr der Barbarakirche, die als erste schlägt. Wenn sie schlug, wurden die Klöße eingelegt.

Die breslauische Mundart (im Dialekt Brasselsche Mundoart) ist der vormals in Breslau gesprochene Dialekt. Er gehört zu den schlesischen Dialekten.

## Verbreitungsgebiet
Der Dialekt wurde in Breslau gesprochen. Nach Flucht und Vertreibung der deutschsprachigen Bevölkerung nach dem Zweiten Weltkrieg wird dieser Dialekt nur noch vereinzelt in Breslau und der Diaspora gesprochen und ist akut vom Aussterben bedroht.

## Spracheigenheiten
- An Stelle der im Standarddeutschen vorherrschenden Verkleinerungsform „chen“ wurde ein „l“ angehängt:

Bänkchen – Bänkl, Brötchen – Brötl, Gärtchen – Gärtl, Stöckchen – Steckl, Würstchen – Würschtl
- Oft hängte man einfach auch ein „e“ an, z. B.: Bank – Banke; Schrank – im Schranke
- „ü“ formte man zu kurzem „i“ z. B.: Küche – Kiche
- „rt“ wandelte sich zu „tt“, z. B.: Torte – Totte
- Gerne betonten die Breslauer auch bei mehrsilbigen Wörtern die 2. Silbe: Adalbertstraße,

Tunnel – Tunell, Karussell – Karussel

## Typische breslauische Wörter
| Breslauische Mundart | Hochdeutsch/Bedeutung                                          |
| -------------------- | -------------------------------------------------------------- |
| a wing               | ein bisschen                                                   |
| Aaler                | Alter – Bezeichnung der Väter                                  |
| Baabe                | Sandkuchen                                                     |
| Bloor Hübel          | Bezeichnung des Zobten als „Blauer Hügel von Breslau“          |
| Brassel              | Breslau                                                        |
| Dämmert’s jetzte!    | Begreifst Du es jetzt endlich?                                 |
| Einbrenne            | Mehlschwitze                                                   |
| Gabeljerge           | Gabeljürge (Neptunbrunnen auf dem Neumarkt aus dem Jahre 1732) |
| Hör ok a moale!      | Höre doch einmal her!                                          |
| Huxt                 | Hochzeit                                                       |
| Kiepe                | Hut                                                            |
| Koofmichl            | Lebensmittelkaufmann                                           |
| kumm ocke            | Komm doch! (Redensart)                                         |
| Mohbaabe             | Mohnkuchen; abfällige Bezeichnung für eine Frau                |
| Mohkließl            | Mohnklöße                                                      |
| Oberrüben            | Kohlrabi                                                       |
| ock – ocke           | nur / bloß (Na heer ock! - Na hör bloß!)                       |
| Pauer                | Bauer                                                          |
| Plimpelwuscht        | Blutwurst                                                      |
| Schläsinger          | Schlesier                                                      |
| Usinger              | Unsereiner, volkstümlich – Bezeichnung für Schlesier           |
| Würger               | Schal oder Krawatte                                            |
| Zassl                | Straßenjunge                                                   |
| zwee                 | zwei                                                           |

## Textbeispiele
„[…]

Ach Zutabarg! Du schiener, blooer Hübel,

Du bist ur’när a Wächter uf 'em Thurm,

Du meld’st uns iglich Guttes, iglich Uebel,

Du meld’st uns Rägen, Sunneschein und Sturm.

Wie ufte ha' ihch nich' aus meinem Stübel

Nach dir gelinzt und deiner Ohnefurm:

Denn war’sche blau, do kunnt' ma Rägen spieren

Und war’sche grau, do gingen ber spazieren.

[…]“

## Breslauer Mundartdichter
- Karl von Holtei
- Hugo Kretschmer
- Marie Oberdieck

## Breslauisch / Ermländisch
Im Zuge der deutschen Besiedlung Preußens wurde der Bischöfliche Anteil des Ermlands vor allem von Bauern aus dem Mitteldeutschen Sprachgebiet also aus Schlesien besiedelt. Die Siedlungen entstanden zumeist im frühen 14. Jahrhundert. Das genaue Siedlungsgebiet entspricht etwa dem von Städten Wormditt, Heilsberg, Bischofsburg und Allenstein gebildeten Viereck. Schlesische Siedler aus dem Raum Breslau brachten vermutlich die Eigenbezeichnung mit. Breslauisch, Brasselsche Mundoart (auch Ermländisch) war ein ostmitteldeutscher Dialekt, der im Ermland gesprochen wurde. Mit dem Oberländischen bildet es die Gruppe der Hochpreußischen Dialekte – im restlichen (Ost-)Preußen sprach man niederdeutsche Dialekte.